# Егегік (Аляска)
Егегік (англ. Egegik) — місто (англ. city) в США, в окрузі Лейк-енд-Пенінсула штату Аляска. Населення — 39 осіб (2020).

## Географія
Егегік розташований за координатами 58°12′19″ пн. ш. 157°31′19″ зх. д. / 58.20528° пн. ш. 157.52194° зх. д. (58.205148, -157.521978).  За даними Бюро перепису населення США в 2010 році місто мало площу 347,24 км², з яких 85,54 км² — суходіл та 261,70 км² — водойми.

## Демографія
Згідно з переписом 2010 року, у місті мешкало 109 осіб у 29 домогосподарствах у складі 18 родин. Густота населення становила 0 осіб/км².  Було 256 помешкань (1/км²).
Расовий склад населення:
| - 47,7 % — білих - 39,4 % — корінних американців - 4,6 % — вихідців з тихоокеанських островів |

До двох чи більше рас належало 7,3 %. Частка іспаномовних становила 1,8 % від усіх жителів.
За віковим діапазоном населення розподілялося таким чином: 14,7 % — особи молодші 18 років, 70,6 % — особи у віці 18—64 років, 14,7 % — особи у віці 65 років та старші. Медіана віку мешканця становила 47,3 року. На 100 осіб жіночої статі у місті припадало 263,3 чоловіків;  на 100 жінок у віці від 18 років та старших — 244,4 чоловіків також старших 18 років.
Середній дохід на одне домашнє господарство  становив 50 378 доларів США (медіана — 38 125), а середній дохід на одну сім'ю — 32 686 доларів (медіана — 25 625). За межею бідності перебувало 17,6 % осіб, у тому числі 50,0 % дітей у віці до 18 років та 0,0 % осіб у віці 65 років та старших.
Цивільне працевлаштоване населення становило 32 особи. Основні галузі зайнятості: виробництво — 37,5 %, публічна адміністрація — 21,9 %, транспорт — 18,8 %.